# Lawrence Cherono
Lawrence Cherono (Eldoret, 7 agosto 1988) è un maratoneta keniota.

## Palmarès
| Anno | Manifestazione  | Sede  | Evento   | Risultato | Prestazione | Note                                     |
| ---- | --------------- | ----- | -------- | --------- | ----------- | ---------------------------------------- |
| 2021 | Giochi olimpici | Tokyo | Maratona | 4º        | 2h10'02"    | Miglior prestazione personale stagionale |

## Altre competizioni internazionali
2015
- Oro alla Maratona di Siviglia ( Siviglia) - 2h09'39"
- 7º alla Maratona di Shanghai ( Shanghai) - 2h14'22"

2016
- Argento alla Maratona di Hong Kong ( Hong Kong) - 2h12'14"
- Oro alla Maratona di Praga ( Praga) - 2h07'24"

2017
- Argento alla Maratona di Rotterdam ( Rotterdam) - 2h06'21"
- Oro alla Maratona di Amsterdam ( Amsterdam) - 2h05'09"

2018
- 7º alla Maratona di Londra ( Londra) - 2h09'25"
- Oro alla Maratona di Amsterdam ( Amsterdam) - 2h04'06"

2019
- Oro alla Maratona di Boston ( Boston) - 2h07'57"
- Oro alla Maratona di Chicago ( Chicago) - 2h05'45"

2020
- Argento alla Maratona di Valencia ( Valencia) - 2h03'04"

2021
- Oro alla Maratona di Valencia ( Valencia) - 2h05'12"

2022
- Argento alla Maratona di Boston ( Boston) - 2h07'21"